# Le Pègue
Le Pègue là một xã thuộc tỉnh Drôme trong vùng Auvergne-Rhône-Alpes ở đông nam nước Pháp. Xã Le Pègue nằm ở khu vực có độ cao từ 348-1323 mét trên mực nước biển.